# Jak zabiłem świętego
Jak zabiłem świętego (mac. Како убив светец) – macedońsko–francusko–słoweński film fabularny z 2004 roku w reżyserii Teony Strugar Mitewskiej.

## Fabuła
Akcja filmu rozgrywa się we współczesnej Macedonii. Viola po 3 latach spędzonych w USA powraca do kraju, który stoi na krawędzi konfliktu etnicznego - w każdym mieście stacjonują oddziały NATO. W rodzinie Violi toczą się te same kłótnie, co trzy lata wcześniej. Młodszy brat Violi - Kokan - jest pod wpływem środowisk nacjonalistycznych, co prowadzi go od chuligańskich występków do działań terrorystycznych. Rodzina Violi nie rozumie, dlaczego ona wróciła do kraju. Procesja z relikwiami świętych, w której biorą udział Viola i Kokan, odmienia życie obojga młodych ludzi.

## Obsada
- Łabina Mitewska jako Viola
- Milan Tocinowski jako Kokan
- Xhevdet Jashari jako Nadir
- Lea Lipsa jako Ana
- Silvija Stojanowska jako Stojna
- Kiril Korunowski jako Pece
- Risto Stefanowski jako Dedo Kole
- Petar Mircevski jako Mihajlovic
- Toni Mihajlovski jako Teodor
- Emil Ruben jako Atase
- Judy Harris jako Suzan
- Dorotea Ognjanovska jako Ivona
- Ertan Saban jako Bojan
- Blagoja Spiroski jako Bogdan
- Bajram Severdzan

## Nagrody
- MFF w Sarajewie
  - nagroda dla najlepszego aktora (Milan Tocinovski)
- Europejski Festiwal Filmowy w Brukseli
  - nominacja do Złotej Iris za reżyserię
- MFF w Rotterdamie
  - nominacja do nagrody Tygrysa za reżyserię